# Xysticus tampa
Xysticus tampa är en spindelart som beskrevs av Willis J. Gertsch 1953. Xysticus tampa ingår i släktet Xysticus och familjen krabbspindlar. Inga underarter finns listade i Catalogue of Life.